# باشاید
باشاید (به صربی: Bašaid) یک منطقهٔ مسکونی در صربستان است که در کیکیندا واقع شده‌است. باشاید ۳٬۵۰۳ نفر جمعیت دارد و ۷۱ متر بالاتر از سطح دریا واقع شده‌است.